# Hostal Pissè
L'Hostal Pissè és una obra de Vilanova de Meià (Noguera) inclosa a l'Inventari del Patrimoni Arquitectònic de Catalunya.

## Descripció
Edifici plurifamiliar entre mitgeres cobert amb bigues de fusta i teula àrab. Està estructurat en planta baixa i quatre pisos. La planta baixa conserva la pedra vista i portal adovellat amb un escut a la clau. La resta de les plantes formen una façana de composició simètrica que manté llindes i cantoneres de pedra, mentre que la resta de la façana està repintada.